# Сорочкино (Тюменская область)
Сорочкино — село в Аромашевском районе Тюменской области России. Административный центр Сорочкинского сельского поселения.

## География
Село находится в юго-восточной части Тюменской области, в лесостепной зоне, на левом берегу реки Вагай, на расстоянии примерно 13 километров (по прямой) к северо-востоку от села Аромашева, административного центра района. Абсолютная высота — 70 метров над уровнем моря.
Климат
Климат характеризуется как резко континентальный, с длительной морозной зимой и коротким тёплым летом. Средняя многолетняя температура самого холодного месяца (января) составляет −18,6 °С (абсолютный минимум — −49 °С), температура самого тёплого (июля) — 17,6 °С (абсолютный максимум — 38 °С). Безморозный период длится в течение 111 дней. Среднегодовое количество осадков — 200—427 мм, из которых около 70 % приходится на период с мая по сентябрь. Снежный покров держится в среднем 156 дней.
Часовой пояс
Село Сорочкино, как и вся Тюменская область, находится в часовой зоне МСК+2. Смещение применяемого времени относительно UTC составляет +5:00.

## Население
| 1989 | 2002 | 2010 |
| ---- | ---- | ---- |
| 604  | ↘428 | ↘364 |

Половой состав
По данным Всероссийской переписи населения 2010 года в гендерной структуре населения мужчины составляли 46,4 %, женщины — соответственно 53,6 %.
Национальный состав
Согласно результатам переписи 2002 года, в национальной структуре населения русские составляли 81 % из 428 чел.